# انریک ساستره
انریک «کاکو» آلبرتو ویکنز ساستره (۳ سپتامبر ۱۹۲۶ – ۶ مارس ۲۰۱۵) یک بازیکن حرفه‌ای بسکتبال اهل پورتوریکو بود که همچنین از ۱۹۷۳ تا ۱۹۷۸ به عنوان سناتور در مجلس ایالتی پورتوریکو خدمت کرد. او برای تیم بسکتبال لئونس دو پونس بازی می‌کرد و همچنین در رشته‌های والیبال و دو و میدانی فعالیت داشت. برادرش خوان «پاشین» ویکنز نیز از بازیکنان برجسته بسکتبال بود.

## سال‌های ابتدایی
انریک «کاکو» آلبرتو ویکنز ساستره در ۳ سپتامبر ۱۹۲۶ در سیالس، پورتوریکو به دنیا آمد. او یکی از ۱۳ فرزند خانواده بود. او از سال ۱۹۳۹ تا ۱۹۴۳ در دبیرستانی در ماناتی، پورتوریکو تحصیل کرد و در همان مدرسه نیز فارغ‌التحصیل شد. سپس از سال ۱۹۴۳ در دانشگاه پورتوریکو ادامه تحصیل داد. او به عضویت انجمن «فی سیگما آلفا» درآمد. او به عنوان پزشک با تخصص در گوش و حلق و بینی فارغ‌التحصیل شد.

## حرفه ورزشی
از سال ۱۹۴۳ تا ۱۹۴۶، ویکنز در لیگ «بالونسیستو سوپریور ناسیونال» بازی کرد و در فصل ۱۹۴۴–۴۵ با این تیم قهرمان کشور شد. او در سال‌های ۱۹۴۴ و ۱۹۴۶ نیز عضو تیم ملی بسکتبال پورتوریکو بود و در مسابقاتی در کوبا شرکت کرد. در سال ۱۹۴۵، او به عنوان یکی از نخستین بازیکنان تیم بسکتبال کالج پورتوریکو، در ایالات متحده در تیم‌های مدیسون اسکوئر گاردن، بوفالو مموریال آدیتوریوم و فلاسترای فیلادلفیا به میدان رفت و در برابر تیم‌های دانشگاه والپارایسو، دانشگاه بولینگ گرین استیت و دانشگاه لوئیولا شیکاگو بازی کرد. در سال ۱۹۴۶، ویکنز همچنین قهرمان مسابقات بین‌دانشگاهی ۸۰۰ متر شد و در مسابقات ۴۰۰ متر و ۴ در ۴۰۰ متر نیز شرکت کرد. او در رشته‌های دو و میدانی، بسکتبال و والیبال فعالیت داشت.
در سال ۱۹۴۶، ویکنز به پونس نقل مکان کرد و آنجا را برای سکونت خود را برگزید. در آن زمان، او به خاطر عملکردش در زمین بسکتبال به لقب «ال هومبر دِ گما» (مرد لاستیکی) شناخته شده بود. در همان سال، او به تیم بسکتبال لئونِس دِ پونس پیوست و تا سال ۱۹۵۱ و دوباره در سال ۱۹۵۳ برای این تیم بازی کرد.
پس از آن ویکنز ساستره به گارد ملی پورتوریکو پیوست و تا سال ۱۹۵۲ به عنوان فرمانده در گردان پیاده‌نظام ۲۹۶ در پورت بوجان خدمت کرد. این گردان به جنگ کره اعزام شد و انریک «کاکو» ویکنز به خاطر عملکردش در این درگیری، مدال ستاره برنزی دریافت کرد.
در سال ۱۹۵۷، او به تیم بسکتبال لئونِس دِ پونس برای فصل ۱۹۵۷–۵۸ بازگشت. از سال ۱۹۵۹ تا ۱۹۶۲، مالک تیم پونس لئونِس بود و این تیم را به دو قهرمانی ملی در فصل‌های ۱۹۶۰ و ۱۹۶۱ رساند. در سال ۱۹۶۰، ویکنز همچنین مسئول تأسیس نخستین فرانچایز والیبال در پونس بود. از سال ۱۹۶۴ تا ۱۹۶۸، دوباره مالک تیم لئونِس دِ پونس شد و این تیم را به سه قهرمانی ملی دیگر در سال‌های ۱۹۶۴، ۱۹۶۵ و ۱۹۶۶ رساند. در سال ۱۹۶۷، بار دیگر لئونِس برای کسب جام قهرمانی رقابت کرد، اما در نهایت شکست خورد و نتوانست به مقام اول دست یابد. به عنوان یک پزشک، او بخشی از کادر پزشکی همراه تیم ملی پورتوریکو در مسابقات آمریکای مرکزی و کارائیب در سال ۱۹۷۰ بود.

## مرگ
انریک ساستره در ۶ مارس ۲۰۱۵ در سن ۸۸ سالگی درگذشت. او در قبرستان لاس مرسدس در پونس، در کشور پورتوریکو به خاک سپرده شد.

## میراث
در سال ۱۹۶۶، کروز به تالار افتخار بسکتبال پورتوریکو وارد شد و در سال ۱۹۹۳، نام او به تالار افتخارات ورزشی سیالز اضافه گردید. ورود او به تالار افتخارات ورزشی پونس در سال ۱۹۸۳ انجام شد. در دهه ۱۹۹۰، مرکز تفریحی و فرهنگی «انریک» توسط شهرداری پونس و تحت مدیریت شهردار پونس رافائل کوردرو سانتیاگو تأسیس شد.